# Zemljina rotacija
Rotacija Zemlje je rotacija planete Zemlje oko svoje ose. Zemlja se okreće prema istoku, direktnim kretanjem. Kao što se vidi iz severne polarne zvezde Severnjače, Zemlja se okreće suprotno smeru kazaljke na satu.
Severni pol, takođe poznat i kao Severni geografski pol ili Severni zemaljski pol, tačka je u severnoj hemisferi gde Zemljina osa rotacije preseca svoju površinu. Ova tačka se razlikuje od Severnog magnetnog pola. Južni pol je druga tačka gde Zemljina osa rotacije preseca svoju površinu, u Antarktiku.
Zemlja se rotira jednom u 24 časa u odnosu na Sunce, ali jednom u svakih 23 časa, 56 minuta i 4 sekunde u odnosu na zvezde. Rotacija Zemlje vremenom usporava; što znači da je dan u prošlosti bio kraći. To je posledica plimskih efekata koje Mesec ima na rotaciju Zemlje. Atomski časovnici pokazuju da je savremeni dan duži za oko 1,7 milisekunde nego pre jednog veka, polako povećavajući brzinu kojom se UTC prilagođava prestupnim sekundama. Analiza istorijskih astronomskih zapisa pokazuje trend usporavanja od 2,3 milisekunde po veku od 8. veka pre nove ere.

## Literatura
- McCarthy, Dennis D.; Seidelmann, Kenneth P. (18. 9). Time: From Earth Rotation to Atomic Physics. John Wiley & Sons. стр. 232. ISBN 978-3-527-62795-0. Проверите вредност парамет(а)ра за датум: |date=, |year= / |date= mismatch (помоћ)
- Пејовић, Надежда (1988). Глобална атмосферска циркулација и земљина ротација.
- Stephenson, Francis Richard (2008). Historical eclipses and Earth's rotation. Cambridge: Cambridge University Press. ISBN 978-0521056335. OCLC 183916133.
- Earth's Rotation and Reference Frames for Geodesy and Geodynamics. Dordrecht: Kluwer Academic Publishers. 3654. ISBN 978-9027726582. OCLC 17233654. Проверите вредност парамет(а)ра за датум: |date= (помоћ)
- Cazenave, Anny (1986). Earth Rotation: Solved and Unsolved Problems. Dordrecht: Springer Netherlands. ISBN 978-9400947504. OCLC 840305709.
- Paul, Dunbavin (1995). The Atlantis researches: The Earth's rotation in mythology and prehistory. Nottingham: Third Millenium. ISBN 978-0-9525029-0-6. OCLC 32467921.
- Bostrom, Robert C. (2000). Tectonic consequences of the Earth's rotation. Oxford [England]: Oxford University Press. ISBN 978-0195090284. OCLC 44461894.